# Daduhepa
Daduhepa (1390 a.C. ca – 1340 a.C. ca.) fu una principessa hurrita che visse nel XIV secolo a.C.; secondo alcuni storici figlia del re Tushratta del Mitanni, a seguito del matrimonio con Tudhaliya III divenne regina degli Ittiti.

## Biografia
Daduhepa fu la seconda moglie del re ittita Tudhaliya III, in carica sul trono di Hattuša dal 1375 a.C. circa al 1355 a.C. circa, e succedette nelle funzioni di Regina Regnante alla prima consorte del marito, Satanduhepa, che questi aveva sposato in gioventù; le ragioni di tale avvicendamento non sono note; è possibile che ciò sia imputabile a cause naturali.
Tradizionalmente era ritenuta la madre di Šuppiluliuma I, uno dei più grandi sovrani della storia ittita, anche se tale teoria è stata messa in forte dubbio da alcuni studiosi che ritengono che la figlia della coppia reale fosse Henti, moglie di Šuppiluliuma, e che questi ne fosse semplicemente il genero, poi adottato.
In realtà, al di là del lignaggio di Henti, cronologicamente lo spazio perché Daduhepa possa essere stata la madre biologica di Šuppiluliuma è davvero troppo ristretto, salvo che non avesse sposato Tudhaliya III come consorte secondaria ed avesse generato il futuro re da moglie di secondo rango, prima di sostituire Satanduhepa come Regina Regnante.  Più verosimile ipotizzare che Suppiluliuma fosse figlio di una diversa moglie di secondo rango di Tudhaliya III.
Šuppiluliuma si distinse già sotto il padre nella fase del riscatto ittita quando, come comandante dell'esercito, diede nuovo impulso ad un regno ormai ridotto ai minimi termini.  Sotto la sua conduzione militare vennero riconquistati territori e credibilità internazionale, fino a gettare le basi del grande Impero successivo.
Tuttavia alla morte del sovrano ascese al trono l'erede designato, il tuhkanti Tudhaliya il Giovane, figlio di Satanduhepa; ma Šuppiluliuma non accettò di farsi da parte e appoggiato da nobiltà ed esercito, in qualche modo ancora non chiaro agli studiosi ma certamente cruento, eliminò il fratello impossessandosi del trono.
Daduhepa, che dovette giocare un ruolo non secondario nello spingerlo al trono, rimase in carica nell'ufficio di Regina Regnante al suo fianco ancora per qualche tempo, dal momento che sono stati rinvenuti alcuni sigilli che associano il suo cartiglio a quello di Šuppiluliuma I e certo fino alla sua morte; il numero esiguo di sigilli comuni rinvenuti suggerisce comunque che non abbia vissuto ancora a lungo, al massimo una decina di anni.
Le subentrò nel ruolo di Regina Regnante Henti, prima moglie di Suppiluliuma I.